# Ліборн (Міссурі)
Ліборн (англ. Lilbourn) — місто (англ. city) в США, в окрузі Нью-Мадрид штату Міссурі. Населення — 994 особи (2020).

## Географія
Ліборн розташований за координатами 36°35′27″ пн. ш. 89°36′47″ зх. д. / 36.59083° пн. ш. 89.61306° зх. д. (36.590804, -89.613080).  За даними Бюро перепису населення США в 2010 році місто мало площу 2,43 км², уся площа — суходіл.

## Демографія
Згідно з переписом 2010 року, у місті мешкало 1190 осіб у 489 домогосподарствах у складі 320 родин. Густота населення становила 489 осіб/км².  Було 554 помешкання (228/км²).
Расовий склад населення:
| - 63,9 % — білих - 34,1 % — чорних або афроамериканців - 0,3 % — корінних американців |

До двох чи більше рас належало 1,7 %. Частка іспаномовних становила 0,3 % від усіх жителів.
За віковим діапазоном населення розподілялося таким чином: 26,6 % — особи молодші 18 років, 58,8 % — особи у віці 18—64 років, 14,6 % — особи у віці 65 років та старші. Медіана віку мешканця становила 38,7 року. На 100 осіб жіночої статі у місті припадало 85,9 чоловіків;  на 100 жінок у віці від 18 років та старших — 83,6 чоловіків також старших 18 років.
Середній дохід на одне домашнє господарство  становив 31 380 доларів США (медіана — 22 464), а середній дохід на одну сім'ю — 36 893 долари (медіана — 27 326). Медіана доходів становила 25 987 доларів для чоловіків та 27 174 долари для жінок. За межею бідності перебувало 35,2 % осіб, у тому числі 49,4 % дітей у віці до 18 років та 13,8 % осіб у віці 65 років та старших.
Цивільне працевлаштоване населення становило 422 особи. Основні галузі зайнятості: освіта, охорона здоров'я та соціальна допомога — 35,1 %, виробництво — 15,9 %, роздрібна торгівля — 12,1 %, мистецтво, розваги та відпочинок — 10,4 %.